# Energy Information Administration
La United States Energy Information Administration (EIA) (letteralmente in italiano: Amministrazione di Informazione Energetica degli Stati Uniti) è l'agenzia statistica e analitica del Dipartimento dell'energia degli Stati Uniti d'America. L'EIA raccoglie, analizza e diffonde informazioni sull'energia indipendenti e imparziali per promuovere la formulazione di politiche razionali, mercati efficienti e la comprensione pubblica dell'energia e della sua interazione con l'economia e l'ambiente.

## Descrizione
L'EIA è la fonte principale di informazione sull'energia degli Stati Uniti e, per legge, i suoi dati, analisi e previsioni sono indipendenti dall'approvazione di qualsiasi altro funzionario o impiegato del Governo degli Stati Uniti. La Legge Organica del Dipartimento dell'Energia del 1977 ha dichiarato la EIA come principale autorità del governo federale in materia di statistiche e analisi energetiche, basata su sistemi e organizzazioni. Fu istituita per la prima volta nel 1974 dopo la crisi del mercato petrolifero del 1973.
L'EIA conduce un programma completo di raccolta dati che copre l'intero spettro di fonti energetiche, usi finali e flussi di energia; genera previsioni energetiche nazionali e internazionali a breve e lungo termine ed esegue analisi di informazioni sull'energia. L'EIA diffonde i propri dati, analisi e servizi ai clienti e alle parti interessate principalmente attraverso il proprio sito Web e il centro di assistenza clienti. I programmi di valutazione dell'impatto ambientale riguardano dati su carbone, petrolio, gas naturale, energia elettrica, energie rinnovabili e energia nucleare.